# Tchéna Thayia
Tchéna Thayia (auch: Tiénétiaya) ist ein Weiler im Arrondissement Niamey V der Stadt Niamey in Niger.

## Geographie
Der Weiler befindet sich am westlichen Rand des ländlichen Gebiets von Niamey V. Zu den umliegenden Weilern zählen Wouro Bellabé im Nordosten, Hama Gatio und Yowaré im Osten, Lougadjam im Süden sowie Tchangaré im Südwesten. Westlich von Tchéna Thayia liegt die Landgemeinde Bitinkodji. Beim Weiler verläuft das 17 Kilometer lange Trockental Kourtéré Gorou, das hinter Kourtéré in den Fluss Niger mündet.

## Bevölkerung
Bei der Volkszählung 2012 hatte Tchéna Thayia 183 Einwohner, die in 25 Haushalten lebten. Bei der Volkszählung 2001 betrug die Einwohnerzahl 102 in 51 Haushalten.